# Edmund Kron
Edmund Kron, pseud. Karski, (ur. 16 listopada 1901 w Podwołoczyskach, zm. 18 października 1976 w Warszawie) – polski aktor, reżyser, w latach 1951–1962 dyrektor Teatru im. Adama Mickiewicza w Częstochowie. Inicjator budowy Domu Aktora w Częstochowie. Ojciec aktora Gustawa Krona.

## Życiorys
Według niego samego ukończył szkołę dramatyczną we Lwowie, debiutował w zespole Jana Otrembskiego w Inowrocławiu, a następnie występował m.in. w Inowrocławiu, Grudziądzu, Bydgoszczy i Toruniu. Nie potwierdzają tego jednak żadne źródła. Kazimierz Opaliński potwierdza, że Kron grał pod pseudonimem Karski w teatrze w Grudziądzu za dyrekcji H. Czarneckiego, m.in. Jaśka w Zaczarowanym kole.
W latach trzydziestych prowadził teatr robotniczy w zakładach Scheiblera i Grohmana w Łodzi, a podczas okupacji był urzędnikiem tej firmy w Warszawie. Po wojnie był pracownikiem administracyjnym Teatru Wojska Polskiego w Łodzi. Od stycznia 1949 należał do zespołu Teatrów Dramatycznych w Szczecinie, najpierw jako aktor i intendent, a od lipca jako dyrektor administracyjny. W marcu 1950 zadebiutował na deskach tego teatru jako reżyser (Pan inspektor przyszedł). Latem następnego roku reżyserował w teatrze w Świdnicy.
Od 1 lipca 1951 do sierpnia 1962 był dyrektorem Teatru im. Mickiewicza w Częstochowie. Był także radnym i przewodniczącym komisji kultury w Miejskiej Radzie Narodowej. Doprowadził do wybudowania pierwszego w Polsce Domu Aktora w Częstochowie. Uchodzi za jednego z lepszych dyrektorów-gospodarzy w historii częstochowskiego teatru. Częstochowski teatr przeżył w tym okresie rozkwit. Kształtując program repertuarowy, Kron dbał o zachowanie proporcji sztuk polskich i tłumaczonych, przewagę stanowiły inscenizacje z repertuaru klasycznego i romantycznego, na stałe wprowadził do repertuaru sztuki dla dzieci i młodzieży. Najczęściej sam reżyserował najważniejsze spektakle. Były to m.in.: Wesele Figara, Konfederaci barscy, Maria Stuart, Tramwaj zwany pożądaniem.
Po wojnie grał rzadko, m.in. Chłopickiego w Warszawiance (1957), Króla Fezu w Księciu Niezłomnym, Otella w Otellu (1960), Sieriebriakowa w Wujaszku Wani (1962), Podkomorzego w Powrocie posła (1963). Był znany z silnego głosu i wyrazistej dykcji.
W sezonie 1962/1963 i do końca 1963 był dyrektorem Teatru Nowego w Zabrzu, a od 1 stycznia 1964 do 1968 dyrektorem Wojewódzkiej Agencji Imprez Artystycznych w Katowicach. Dwukrotnie obchodził w Częstochowie jubileusze: trzydziestopięciolecia (4 czerwca 1960 – rola tytułowa w Otellu) i czterdziestopięciolecia (3 czerwca 1968 – Nieznajomy we fragmencie Maskarady Michaiła Lermontowa, podczas Wielkiej Rewii Gwiazd).

## Odznaczenia i nagrody
- 1958: Nagroda miasta Częstochowy
- 1960: Nagroda MKiSz za zasługi artystyczne i dziesięcioletni wkład pracy w prowadzeniu Teatrów Częstochowskich oraz zbudowanie w Częstochowie pierwszego w Polsce Domu Aktora
- 1960: Nagroda PWRN w Katowicach i PMRN w Częstochowie
- 1968: Krzyż Kawalerski OOP